# Sankt Marein-Feistritz
Sankt Marein-Feistritz è un comune austriaco di 2 040 abitanti nel distretto di Murtal, in Stiria. È stato creato il 1º gennaio 2015 dalla fusione dei precedenti comuni di Feistritz bei Knittelfeld e Sankt Marein bei Knittelfeld; capoluogo comunale è Sankt Marein bei Knittelfeld.